# Carlos Hurtado (actor)
Carlos Gisjbert Hurtado Beltrán (Bogotá, 11 de abril de 1967) es un actor colombiano de cine, televisión y teatro.

## Carrera
Nació en el Barrio Veinte de Julio de la Localidad de San Cristóbal en el Suroriente de Bogotá donde es difícil luchar contra el entorno y la sociedad que te toca, pero también están los principios de los papás, es fiel a las misas que se realizan en su barrio, en la parroquia del Divino Niño, donde siempre le piden fotos, pues los feligreses lo reconocen cada vez que va.
Carlos asegura que nunca le llamó la atención irse a vivir al norte de la ciudad, zona en la cual viven la mayoría de los actores, respecto a eso dijo lo siguiente: “yo crecí en mi barrio y lo que pasa es que hay unos recuerdos muy importantes de la infancia y del barrio  que son difíciles de soltar”.
Desde muy joven se sintió atraído por la actuación, iniciando sus estudios en la Escuela de Artes de Bogotá Luis Enrique Osorio, continuando en la Academia Charlot al lado de su director Jaime Botero y siguiendo los pasos de su gran maestro de actuación Paco Barrero, complementó sus estudios en la Academia Estudio XXI. 
Sus primeros personajes en las tablas fueron en: Tito Andrónico, De la mañana a la medianoche y La calle, dirigidas por Paco Barrero.
En su paso por la televisión ha interpretado personajes inolvidables como el de Randy en Cartas a Harrison, dirigida por Harold Trompetero; el portero de la serie Cazados, dirigida por Guillermo Calle, ambas producciones de Producciones PUNCH. 
Participó en novelas como Perro amor de Cenpro Televisión con el inolvidable Jairo Chaparro, bajo la dirección de Sergio Osorio. 
Con el Canal Caracol hizo parte de novelas como Sofía dame tiempo, con el Doctor García bajo la dirección de este último; en Mesa para tres hizo el personaje del Caimán, con la dirección de Luis Orjuela. 
Sin olvidar las innumerables participaciones que realizó en Historias de hombres sólo para mujeres bajo la dirección de Jaime Escallón.
Con el Canal RCN, hizo personajes que aun recuerdan sus seguidores, uno de ellos: Genaro en Pobre Pablo y Perico en El Fiscal, bajo la dirección de Kepa Amuchastegui; o el de Arístides Bocanegra en la telenovela Pura sangre, bajo la dirección de Herney Luna; a Wilmer Montoya en El último matrimonio feliz dirigida por Luis Orjuela. 
Actualmente interpreta el Sargento Iglesias en La Pola, dirigida por Sergio Cabrera.
Su participación en talleres de combate escénico con maestros como Kerry Salshy, fundador de Golpe de gracia, lo llevaron a continuar su preparación en el Teatro Nacional con un Taller de Interpretación dirigido por Víctor Mallarino.
En el Festival Iberoamericano de Teatro; con Bulandra Teatro y su taller de El Actor y la Sutileza del Gesto. 
Además de su preparación en Estudio XXI con su director Paco Barrero en un taller enfocado hacia El Actor y Sus Emociones.
Posteriormente realizó dos talleres de Clown uno bajo la dirección de Ricardo Behrens y Raquel Sokolowicz, ambos argentinos.
Su constancia y pasión por la actuación lo ha llevado a participar en grandes obras de teatro producidas por el Teatro Nacional, en las que se encuentran Ah carajo y El nuevo traje del emperador con la dirección de Wilson García; El Inspector, dirigida por Jorge Alí Triana, y la más reciente 39 escalones bajo la dirección de Ricardo Behrens.
Siendo fiel a su profesión como actor ha llegado a la pantalla grande con La gente de la Universal, dirigida por Felipe Aljure; luego trabajó con el director Sergio Cabrera en Golpe de estadio y Perder es cuestión de método. 
Ha realizado cortos como El gato escaldado, con dirección de Cristina López y Juliana Barrera; Zapping 2006, dirigida por Alessandro Basile; El problema de la carne, tesis para la Universidad Nacional; Desayuno con el suicida, dirigido por Jaime Escallón; ¿De qué barrio llama?, dirigido por Juan Pablo Félix y Taxi ocupado, dirigido por Julio Contreras, entre otros.
Ha ganado premios como televisión y novelas a Mejor Actor Antagónico, en 1999; Premio El Espejo a Mejor Actor, en el III Festival Internacional de Cortometrajes. Actualmente, enero de 2011, logró llegar al público de la pantalla grande interpretando a Ricardo Osorio en El Jefe, bajo la dirección de Jaime Escallón.

## Filmografía

### Televisión
| Año       | Título                                   | Personaje                        | Canal                     |
| --------- | ---------------------------------------- | -------------------------------- | ------------------------- |
| 1996      | El manantial                             | Rendón                           | Canal A                   |
| 1996      | Cartas a Harrison                        | Randy                            | Canal Uno                 |
| 1996      | Cazados                                  | El Tocayo                        | Canal A                   |
| 1998      | Perfume de agonía                        | Teniente Castro                  | Canal A                   |
| 1998      | Perro amor                               | Jairo Chaparro                   | Canal Uno                 |
| 1999      | Código de pasión                         |                                  | Canal Uno                 |
| 2000      | El fiscal                                | Perico                           | Canal RCN                 |
| 2000      | Brujeres                                 | Edgar Alan Porras                | Canal RCN                 |
| 2001      | Amantes del desierto                     | Toño                             | Telemundo                 |
| 2002      | Noticias Calientes                       | Artimodoro                       | Canal RCN                 |
| 2002      | Pobre Pablo                              | Genaro                           | Canal RCN                 |
| 2002      | Pedro el Escamoso                        | Profesor Guillermo Castro        | Caracol Televisión        |
| 2002      | Historias de hombres solo para mujeres   | Jairo                            | Caracol Televisión        |
| 2002      | Historias de hombres solo para mujeres   | Gerardo                          | Caracol Televisión        |
| 2002      | Historias de hombres solo para mujeres   | Ignacio Umaña                    | Caracol Televisión        |
| 2002      | Historias de hombres solo para mujeres   | Juan Garcés                      | Caracol Televisión        |
| 2002      | Historias de hombres solo para mujeres   | Juan Manuel Parra                | Caracol Televisión        |
| 2002      | Mesa para tres                           | Guillermino Flórez 'Caimán'      | Caracol Televisión        |
| 2003      | Punto de Giro                            | Ricardo Tapias                   | Canal RCN                 |
| 2003      | Sofía dame tiempo                        | Dairo García                     | Caracol Televisión        |
| 2004      | Séptima Puerta                           | Ricardo                          | Caracol Televisión        |
| 2004      | Mesa para tres                           | Caimán                           | Caracol Televisión        |
| 2005      | Te voy a enseñar a querer                | Moncho                           | Telemundo                 |
| 2005      | Decisiones                               | Médico Tegua                     | Telemundo                 |
| 2005      | Decisiones                               | Edgar                            | Telemundo                 |
| 2005-2006 | Por amor a Gloria                        | Santoyo                          | Caracol Televisión        |
| 2005-2006 | Vuelo 1503                               | Hernán                           | Caracol Televisión        |
| 2006      | Hasta que la plata nos separe            | Evaristo Sánchez                 | Canal RCN                 |
| 2006      | Lotería                                  | Soto                             | Canal RCN                 |
| 2006      | ¿De qué tamaño es tu amor?               | Hollman                          | Canal RCN                 |
| 2006      | Así es la vida                           | Telmo                            | Canal RCN                 |
| 2006      | Así es la vida                           | Luis Rueda                       | Canal RCN                 |
| 2007      | Así es la vida                           | Roberto                          | Canal RCN                 |
| 2007      | Infieles anónimos                        | Fernando                         | Canal RCN                 |
| 2007      | Pura sangre                              | Arístides Bocanegra              | Canal RCN                 |
| 2007      | Mujeres asesinas                         | Celador                          | Canal RCN                 |
| 2008      | El último matrimonio feliz               | Wilmer Montoya                   | Canal RCN                 |
| 2008      | Sin senos no hay paraíso                 | Hombre 8                         | Telemundo                 |
| 2009      | Niños ricos pobres padres                | Rafael                           | Telemundo                 |
| 2009      | Las detectivas y el Víctor               | Máximo                           | Canal RCN                 |
| 2010      | A corazón abierto                        | Enrique Leal                     | Canal RCN                 |
| 2010      | La Pola                                  | Sargento Iglesias                | Canal RCN                 |
| 2011      | Los caballeros las prefieren brutas      | -                                | Caracol Televisión        |
| 2012      | Escobar, el patrón del mal               | Crisanto Pérez (Evaristo Porras) | Caracol Televisión        |
| 2012      | Pobres Rico                              | Salomón Ladino                   | Canal RCN                 |
| 2013      | A mano limpia 2                          | Comandante José                  | Canal RCN                 |
| 2014      | Secretos del paraíso                     | Roberto                          | Canal RCN                 |
| 2015      | ¿Quién mató a Patricia Soler?            | Hilario Martinez                 | MundoFox                  |
| 2015      | Esmeraldas                               | El Tigre (adulto)                | Caracol Televisión        |
| 2015      | Diomedes, el cacique de la junta         | Carlos Perdomo                   | Canal RCN                 |
| 2016      | Yo soy Franky                            | Victor Alsedon                   | Nickelodeon Latinoamérica |
| 2016      | La ley del corazón                       | Jairo Benítez Gómez              | Canal RCN                 |
| 2016      | Las Vega's                               | Carlos Vega                      | Canal RCN                 |
| 2017      | Testosterona Pink                        | Alejandro                        | Caracol Play              |
| 2018      | Garzón                                   | Tobías Garzón                    | Canal RCN                 |
| 2018      | Buscando a Camila                        |                                  | Canal TRO                 |
| 2019      | HKO 1947 La Popular                      | Aníbal de las Casas              | Teleantioquia             |
| 2019      | La Junta                                 | Carlos Alvarado                  | Canal Capital             |
| 2019      | Relatos Retorcidos: Terremoto en Santafé |                                  | Canal Capital             |
| 2020      | Confinados                               | Don Pablo                        | Canal RCN                 |
| 2021      | Lala's Spa                               | Felipe Gallego                   | Canal RCN                 |
| 2021      | Enfermeras                               | Don Rafa                         | Canal RCN                 |
| 2022      | Duro contra el mundo                     | Participante                     | Canal RCN                 |
| 2023      | Tía Alison                               | Amilcar Rodríguez                | Canal RCN                 |

## Cine
| Año  | Título                                          | Rol                           | Director       |
| ---- | ----------------------------------------------- | ----------------------------- | -------------- |
| 1991 | La gente de la Universal                        | Actor                         | Felipe Aljure  |
| 1998 | Golpe de estadio                                | Piloto helicóptero de policía | Sergio Cabrera |
| 2001 | La decisión de San Mateo                        |                               |                |
| 2001 | Bogotá 2016                                     | King                          |                |
| 2004 | Perder es cuestión de método                    | Figueras                      | Sergio Cabrera |
| 2005 | Desayuno con el suicida                         | Jairo                         |                |
| 2007 | Lagrimas de coca                                | Exehomo                       |                |
| 2009 | Oseo                                            | El enterrador                 |                |
| 2011 | El jefe                                         | Protagonista                  | Jaime Escallón |
| 2015 | Se nos armó la gorda al doble: Misión Las Vegas | Calculadora                   |                |
| 2015 | El cartel de la papa                            |                               |                |
| 2017 | Dr. Diaz                                        | Don Pascual                   |                |
| 2017 | Empeliculados                                   | Hernan                        |                |
| 2017 | El Caso Watson                                  | Ganzo                         |                |
| 2017 | El país más feliz del mundo                     |                               |                |
| 2018 | Pa' las que sea papá                            | Capitán García                |                |
| 2018 | El man del porno                                |                               |                |
| 2019 | Mama al volante                                 | Ricardo                       |                |
| 2019 | La pachanga                                     |                               |                |
| 2020 | El baño                                         | El mismo                      |                |
| 2022 | Un parcero en New York                          |                               |                |

## Premios

### Premios TVyNovelas
| Año  | Categoría              | Telenovela o Serie | Resultado |
| ---- | ---------------------- | ------------------ | --------- |
| 2000 | Mejor Actor Antagónico | El fiscal          | Ganador   |

### Otros premios
- El Espejo a Mejor Actor en el III Festival Internacional de Cortometrajes.